# 阿通·本苏机场
阿通·本苏机场是印度尼西亚南苏门答腊省帕加拉兰的一座民用机场。

## 航空公司和目的地
| 航空公司 | 目的地      |
| -------- | ----------- |
| 翎亞航空 | 雅加达-哈林 |
| 飞翼航空 | 巨港        |